# Pia Hansen
Pia Hansen (n. 25 septembrie 1965, Ignaberga⁠(d), Kristianstads län⁠(d), Suedia) este o trăgătoare de tir ce a reprezentat Suedia, medaliată olimpică. A participat la o ediție a Jocurilor Olimpice (2000) în care a câștigat o medalie de aur.

## Participări
Lista de mai jos prezintă principalele competiții la care a participat Pia Hansen de-a lungul carierei.
- shooting at the 2000 Summer Olympics – women's double trap[*]